# Calophyllum lanigerum
Calophyllum lanigerum är en tvåhjärtbladig växtart som beskrevs av Friedrich Anton Wilhelm Miquel. Calophyllum lanigerum ingår i släktet Calophyllum och familjen Calophyllaceae. Utöver nominatformen finns också underarten C. l. austrocoriaceum.